# Petro Prozko
Petro Mykolajowytsch Prozko (ukrainisch Петро Миколайович Процько; * 6. Juli 1929 in Redkiwka, Rajon Ripky, USSR; † 3. Juli 2003 in Saporischschja, Ukraine) war ein ukrainischer Chorleiter, Dirigent und Komponist.

## Leben
Prozko studierte in Brest Musik. Er leitete von 1984 bis 1986 den Chor der Stadt Tschernihiw. Von 1993 bis 2001 leitete Prozko das Ensemble „Козаки-запорожці“.
1929 komponierte er das ukrainische Volkslied Хай живе, вільна Україна (Lang lebe die freie Ukraine).